# 1927年のラジオ (日本)
1927年のラジオ (日本)では、1927年の日本のラジオ番組、その他ラジオ界の動向について記す。

## 主なその他ラジオ関連の出来事
- 8月13日 - 大阪中央放送局が、第13回全国中等学校優勝野球大会を甲子園球場から中継（日本初のスポーツ実況中継）。
- 10月15日 - 東京中央放送局が、東京六大学野球の実況中継放送開始。

## 主な放送番組

### 開始番組

#### 1927年2月放送開始
東京中央放送局
- 24日 - 放送歌劇[1]

#### 1927年3月放送開始
東京中央放送局
- 14日 - ベートーベン100年祭記念演奏[1]

#### 1927年4月放送開始
東京中央放送局
- 20日 - 農業講座[1]

#### 1927年5月放送開始
東京中央放送局
- 3日 - 家庭大学講座[1]

大阪中央放送局
- 7日 - 幼児の時間[1]

#### 1927年8月放送開始
大阪中央放送局
- 7日 - 日曜将棋対局

#### 1927年10月放送開始
大阪中央放送局
- 6日 - イングリッシュ・ヒアリング・タイム

#### 1927年12月放送開始
東京中央放送局
- 13日 - エスペラント講座
- 31日 - 除夜の鐘

### 終了番組
東京中央放送局
- 24日 - エスペラント講座